# 段宇飞
段宇飞（1961年4月—），男性，湖南资兴人。中华人民共和国政治人物。1976年10月参加工作，1985年2月加入中国共产党。韶关卫生学校医疗专业大专班毕业。

## 生平
段宇飞生于资兴市蓼江镇:651。曾任韶关卫生学校校长（正处级）、韶关市卫生局局长等职。2004年6月，任中共乳源瑶族自治县县委书记、人大常委会党组书记。2005年3月，任中共乳源瑶族自治县县委书记、人大常委会主任。2007年1月，任中共韶关市委常委、纪委书记。2011年12月，任中共韶关市委常委，市政府党组副书记。2012年1月，任中共韶关市委常委、常务副市长。
2013年5月，任广东省食品药品监督管理局局长、党组书记，省食品安全委员会办公室主任。2016年4月，任广东省卫生和计划生育委员会党组书记。2016年5月，任广东省卫生和计划生育委员会主任。2018年2月24日，当选为第十三届全国人大代表。2018年10月，任广东省卫生健康委员会主任。
2024年4月26日，段宇飞涉嫌严重违纪违法，接受广东省纪委监委纪律审查和监察调查。而他在卫计委的前任陈元胜和在卫健委的继任朱宏也已经于2023年被中共广东省纪委监委立案调查。8月2日，被开除党籍和公职，通报指出段宇飞长期参与赌博活动。